# هيلين دين كينغ
هيلين دين كينغ (بالإنجليزية: Helen Dean King)‏ هي أحيائية أمريكية، ولدت في 1869، وتوفيت في 1955 في فيلادلفيا في الولايات المتحدة.